# Grand Prix Monaka 1996
Grand Prix Monaka 1996 byla 6. závodem sezóny 1996, který se konal 19. května 1996 na městském okruhu v Monte Carlu.

## Popis závodu
Grand Prix Monaka 1996 byl poněkud zvláštním závodem, který přinesl řadu nečekaných událostí a překvapení. Byl to závod ve kterém po 15 letech slavil vítězství Ligier, bylo to zároveň jejich vítězství poslední a jediné vítězství pro francouzský tým v 90 letech. Závod samotný byl vypsán na 78 kol, ale v 75. kole vypršel časový limit 2 hodin a závod tak byl odmáván.
Favoritem byl tým Williams, který před monackou Grand Prix vyhrál všechny závody, nejvážnějším konkurentem bylo Ferrari a také Benetton.

### Kvalifikace
Vítězem kvalifikace se stal Michael Schumacher a zaznamenal tak první pole position na této trati pro Ferrari od roku 1979. V první řadě doplnil Schumachera Damon Hill s Williamsem, druhá řada patřila vozům Benetton v pořadí Alesi – Berger. A právě mezi Gerhardem Bergerem a Michaelem Schumacherem vznikl menší spor, když Schumacher po odjetí měřeného kola značně zpomalil a při výjezdu z tunelu mírně zablokoval Rakušana, který byl ve svém rychlém kole, celé to vyústilo v hodiny a Berger přijel do následující šikany zadními koly napřed. Třetí řada byla obsazena Davidem Coulthardem na McLarenu a Rubensem Barrichellem na Jordanu, čtvrtá pak Irvinem na druhém Ferrari a Hakkinenem na McLarenu, první desítku tak uzavíral Frentzen na Sauberu a Villeneuve na Williamsu. Olivier Panis startoval až ze 14. místa.

### Závod
Ráno se nad Monte Carlem přehnala bouře a tak trať byla mokrá a jen pomalu osychala. Většina týmu se rozhodla pro mokré pneumatiky, jen Jos Verstappen zvolil pneumatiky do sucha. V zahřívacím kole havaroval Andrea Montermini při výjezdu z tunelu a protože tým Forti nedisponoval náhradním vozem, jeho místo na startovním roštu zůstalo opuštěné.
Hned po startu se před Schumachera dostal Williams Damona Hilla, Verstappen na suchých pneumatikách pozapomněl na zvolenou strategii a místo aby vyčkával až začne osychat trať, snažil se s ostatními závodit. Suché pneumatiky na mokré trati udělaly své a Verstappen se poroučel do bariéry z pneumatik v Ste Devote. V první zatáčce skončili svůj závod obě Minardi. Mezitím se na čele snažil Schumacher dotáhnout na Hilla, ale v Lower Mirabeau nezvládl na mokré tratí vůz a o svodidlo poškodil přední závěs. Hned za Hilla se tak vyhouply oba vozy Benetton Jeana Alesiho a Gerharda Bergera. V Rascasse pak skončil svou cestu Rubens Barrichello, když po hodinách odstoupil. Ve druhém kole se k Irvinemu přiblížil Frentzen a pomalu na něj začal vyvíjet tlak. Při průjezdu do třetího kola opustil svůj vůz i Katayama.
Irvineho liknavost dovolila Davidu Coulthardovi, aby se oběma vozům přiblížil. Kuriozitou je, že David Coulthard jel v přilbě Michaela Schumachera, jak k tomu došlo? David měl neustále problém se zamlžováním hledí jeho přilby, což se nepodařilo odstranit a tak požádal Michaela Schumachera zda by mu nepůjčil jednu z jeho náhradních přileb a protože oba jezdci mají podobně tvarovanou hlavu a dokonce oba týmy používají stejného sponzora (Marlboro), nebylo žádných překážek. Mezitím se na trati Damon Hill všem vzdaloval a zdálo se že i monacká Grand Prix bude ve znamení dominance vozu Williams. Damon Hil měl na co navazovat, jeho otec Graham Hill na této trati zvítězil celkem pětkrát, zatímco Damon přišel o vítězství již v předchozím ročníku, když ho porazil Michael Schumacher (nakonec se mu to nepodařilo nikdy). Třetí průjezd zatáčkou Rascasse se stal osudný brazilskému pilotovi Ricardo Rossetimu, který dostal smyk a skončil ve zdi, jen pro zajímavost Ricardo Rosset na to samé místo doplatil již při závodě před dvěma lety. Náskok Hilla na Alesiho vzrostl na 11,602s, nejtěsnější rozdíl byl mezi Irvinem, Frenzenem a Coulthardem, kteří mezi sebou bojovali o čtvrté místo. Další těsný souboj se odehrával na 11. a 12. místě mezi pomalu jedoucím Brundlem a Panisem.
Pedro Diniz odstoupil ze závodu v průběhu 5. kola, když jeho vůz najednou zastavil, později se ukázalo že jej zradily rozvody. V průběhu 9. kola výrazně zpomalil na třetím místě jedoucí Benetton Gerharda Bergera a zamířil do boxů, nejprve vše vypadalo na běžný pit stop, ale později mechanici vůz napojili na počítač a snažili se diagnostikovat poruchu. Zatím Damon Hill zajížděl jedno nejrychlejší kolo za druhým, trať jen velmi pomalu osychala, příčinou mohlo být i to, že v závodě bylo už jen 12 vozů. V boxech ze svého vozu vystoupil Berger, když se ukázalo že porucha převodovky bude vážnějšího charakteru. Pomalu jedoucí Eddie Irvine, jehož ztráta na druhého Alesiho činila přes 30 s, způsobil, že zezadu dotírající Frentzen udělal chybu při brzdění, poškodil si přední přítlačné křídlo a musel do boxu k jeho výměně, mezitím se propadl až na samý konec startovního pole.
Již v 19. kole dojížděl Hill první závodníky o kolo, prvním byl Luca Badoer v křiklavě žlutém voze Forti, který se pohyboval na 12. místě, což by za normálních okolností bylo velmi dobré umístění pro tento tým. Časy nejrychlejších kol se úměrně překonávali s osycháním trati a jeho hodnota se pohybovala kolem 1:45 s. Ve snaze snížit ztrátu získanou výměnou předního spoileru, zajel rekordní kolo (1:44 s) právě Frenzen na Sauberu. Na trati se pomalu začala objevovat suchá stopa a Damon Hill zamířil do boxu s dostatečným náskokem na druhého Alesiho, přesto se v boxech zdržel o kousek déle a při návratu na trať se vrátil právě za francouzského jezdce, kterého zastávka ještě čekala. McLaren dal při zastávkách v boxech přednost Mikovi před Davidem, což ve zpětném pohledu, pravděpodobně stálo skotského pilota vítězství. Martin Brundle udělal chybu ve 30. kole, když svůj vůz poslal smykem přes Massenet a ze závodu odstoupil. Neuvěřitelně rychle se blížil Panis k rudému Ferrari Eddiho Irvineho, Panis zajížděl o pět sekund rychlejší kola než na vedoucím místě jedoucí Hill. Panis se přiblížil na těsno k Ferrari a ve 35. kole při sjezdu do vlásenky Loews využil šance a vnitřkem se prodral před Irvineho, kterého tak donutil zajet až ke svodidlům, kde zastavil a zhasl mu motor. Ale protože jeho vůz byl v nebezpečném místě, maršálové ho mohli znovu roztlačit bez penalizace.
Eddie Irvine se jen velmi pomalu dostával do boxů, kde mu mechanici vyměnili přední část vozu, mezitím jim rukama naznačoval, že jeho pásy nejsou v pořádku a došlo k jejich přepínání, což ho stálo spoustu času. Delší čas strávený u svých mechaniků, nezvládl jeho motor a při snaze opustit stání, zhasl. Mezitím Panis znovu zajel nejrychlejší kolo, které mělo hodnotu 1:27,603, Irvine se vrátil na dráhu znovu před Panise ovšem se ztrátou 1 kola, ale nechal ho sportovně předjet. Ve 40. kole, při výjezdu z tunelu, vypověděl službu motor Renault ve voze Williams vedoucího jezdce Damona Hilla, který tak ze závodu odstoupil.
Do čela se tak dostal Jean Alesi, druhý byl Panis a třetí Coulthard. Alesi měl náskok 28 s před Panisem a neustále se přetahovali o nejrychlejší kolo, až v 59. kole Alesi zajel čas 1:25,205, který již nikdo nepřekonal. Ale hned poté se Benetton Jena Alesiho objevil v boxech po výjezdu zpět na dráhu se zařadil až na 7. místo, kde vydržel celý jeden okruh až definitivně zajel do garáže a ze závodu odstoupil. V čele se tak zcela nečekaně objevil ze 14. místa startující Olivier Panis.
V 66. kole Luca Badoer pustil před sebe Herberta, ale už si nevšiml za ním jedoucího Villeneuva a zavřel mu cestu, došlo ke kontaktu obou vozů a oba odstoupili. Navíc asi 6 minut do vypršení časového limitu se na monackou trať spustil znovu déšť. Eddie Irvine na vlhké tratí ztratil koncentraci a pří sjezdu do přístavu udělal hodiny, než se stačil rozjet zezadu do nej narazil Mika Salo a do něj zase Mika Häkkinen. V závodě tak pokračovaly už jen čtyři vozy, Olivier Panis (Ligier), David Coulthard (McLaren), Johnny Herbert (Sauber) a okolo zpět jedoucí Heinz-Harald Frentzen (Sauber), a takové bylo i pořadí po projetí cílem.

## Výsledky
- 19. květen 1996
- Okruh Monte Carlo
- 75 kol × 3,328 km = 249,6 km
- 587. Grand Prix
- 1. vítězství Oliviera Panise
- 9. vítězství pro Ligier
- 79. vítězství pro Francii
- 8. vítězství pro vůz se startovním číslem 9

| Pozice | Jezdec                | Vůz            | Čas                      | Body | Nej. kolo      |
| ------ | --------------------- | -------------- | ------------------------ | ---- | -------------- |
| 1      | Olivier Panis         | Ligier JS43    | 2:00'45.629              | 10   | 1'25.581       |
| 2      | David Coulthard       | McLaren MP4/11 | á 0:04,828               | 6    | 1'26.238 (5.)  |
| 3      | Johnny Herbert        | Sauber C15     | á 0:37,503               | 4    | 1'26.852 (9.)  |
| 4      | Heinz-Harald Frentzen | Sauber C15     | á 1 kolo                 | 3    | 1'25.608       |
| 5      | Mika Salo             | Tyrrell 024    | á 5 kolo/ kolize         | 2    | 1'26.461 (6.)  |
| 6      | Mika Häkkinen         | McLaren MP4/11 | á 5 kolo/ kolize         | 1    | 1'26.482 (7.)  |
| 7      | Eddie Irvine          | Ferrari F310   | á 7 kolo/ kolize         | -    | 1'26.120 (4.)  |
| Kolo   | Odstoupili            | -              | Příčina                  | Body | Nej. kolo      |
| 66     | Jacques Villeneuve    | Williams FW18  | Kolize                   | -    | 1'26.682 (8.)  |
| 60     | Jean Alesi            | Benetton B196  | Suspenzor                | -    | 1'25.205       |
| 60     | Luca Badoer           | Forti FG03-96  | Kolize                   | -    | 1'33.305 (11.) |
| 40     | Damon Hill            | Williams FW18  | Motor                    | -    | 1'28.523 (10.) |
| 30     | Martin Brundle        | Jordan 196     | Mimo trať                | -    | 1'35.477 (12.) |
| 9      | Gerhard Berger        | Benetton B196  | Převodovka               | -    | 1'49.966 (13.) |
| 5      | Pedro Diniz           | Ligier JS43    | Rozvody                  | -    | 1'53.469 (14.) |
| 3      | Ricardo Rosset        | Footwork FA17  | Mimo trať                | -    | 1'58.465 (16.) |
| 2      | Ukyo Katayama         | Tyrrell 024    | Mimo trať                | -    | 1'55.722 (15.) |
| 0      | Michael Schumacher    | Ferrari F310   | Mimo trať                | -    | -              |
| 0      | Rubens Barrichello    | Jordan 196     | Mimo trať                | -    | -              |
| 0      | Jos Verstappen        | Footwork FA17  | Mimo trať                | -    | -              |
| 0      | Giancarlo Fisichella  | Minardi M195B  | Kolize                   | -    | -              |
| 0      | Pedro Lamy            | Minardi M195B  | Kolize                   | -    | -              |
|        | Nestartoval           | -              | Příčina                  | -    | -              |
| 0      | Andrea Montermini     | Forti FG03-96  | Nehoda v zahřívacím kole | -    | -              |

## Nejrychlejší kolo
Jean Alesi  – Benetton B196 – 1'25.205
- 4. nejrychlejší kolo Jeana Alesiho
- 32. nejrychlejší kolo pro Benetton
- 86. nejrychlejší kolo pro Francii
- 18. nejrychlejší kolo pro vůz se startovním číslem 3

## Vedení v závodě
| Kola         | km        | Jezdec        | %     |
| 1.–27. kolo  | 89,856 km | Damon Hill    | 36%   |
| 28.–29. kolo | 6,656 km  | Jean Alesi    | 2,6%  |
| 30.–40. kolo | 36,608 km | Damon Hill    | 14,6% |
| 41.–59. kolo | 63,232 km | Jean Alesi    | 25,4% |
| 60.–75. kolo | 53,248 km | Olivier Panis | 21,4% |
| ------------ | --------- | ------------- | ----- |

| Hill | Alesi | Hill | Alesi | Panis |
| ---- | ----- | ---- | ----- | ----- |

## Postavení na startu
Michael Schumacher – Ferrari F310 – 1:20.356
- 12. Pole position Michael Schumacher
- 3. Pole position pro Ferrari
- 116. Pole position pro Německo
- 72. Pole position pro vůz se startovním číslem 1

|                                                        |  | _______1_______ Michael Schumacher Ferrari 1'20.356   |
| _______2_______ Damon Hill Williams 1'20.866           |  |                                                       |
|                                                        |  | _______3_______ Jean Alesi Benetton 1'20.918          |
| _______4_______ Gerhard Berger Benetton 1'21.067       |  |                                                       |
|                                                        |  | _______5_______ David Coulthard McLaren 1'21.460      |
| _______6_______ Rubens Barrichello Jordan 1'21.504     |  |                                                       |
|                                                        |  | _______7_______ Eddie Irvine Ferrari 1'21.542         |
| _______8_______ Mika Häkkinen McLaren 1'21.688         |  |                                                       |
|                                                        |  | _______9_______ Heinz-Harald Frentzen Sauber 1'21.929 |
| _______10_______ Jacques Villeneuve McLaren 1'21.963   |  |                                                       |
|                                                        |  | _______11_______ Mika Salo Tyrrell 1'22.235           |
| _______12_______ Jos Verstappen Footwork 1'22.327      |  |                                                       |
|                                                        |  | _______13_______ Johnny Herbert Sauber 1'22.346       |
| _______14_______ Olivier Panis Ligier 1'22.358         |  |                                                       |
|                                                        |  | _______15_______ Ukyo Katayama Tyrrell 1'22.460       |
| _______16_______ Martin Brundle Jordan 1'22.519        |  |                                                       |
|                                                        |  | _______17_______ Pedro Diniz Ligier 1'22.682          |
| _______18_______ Giancarlo Fisichella Minardi 1'22.684 |  |                                                       |
|                                                        |  | _______19_______ Pedro Lamy Minardi 1'23.350          |
| _______20_______ Ricardo Rosset Footwork 1'24.976      |  |                                                       |
|                                                        |  | _______21_______ Luca Badoer Forti 1'25.059           |
| _______22_______ Andrea Montermini Forti 1'25.393      |  |                                                       |

## Zajímavosti
- Michael Schumacher startoval v 75 GP
- Mika Salo startoval v 25 GP

| Pole position      | Vítězství     | Nej. kolo     |
| Německo            | Francie       | Francie       |
| Michael Schumacher | Olivier Panis | Jean Alesi    |
| Ferrari F310       | Ligier JS43   | Benetton B196 |
| 1'20.356           | 2:00'45.629   | 1'25.205      |
| 149,097 km/h       | 124,014 km/h  | 140,611 km/h  |
| ------------------ | ------------- | ------------- |

## Stav MS
- GP - body získané v této Grand Prix

| *  | Jezdec                | Body | GP | * | Vůz      | Body | GP | * | Stát           | Body | GP |
| -- | --------------------- | ---- | -- | - | -------- | ---- | -- | - | -------------- | ---- | -- |
| 1  | Damon Hill            | 43   |    | 1 | Williams | 65   |    | 1 | Velká Británie | 67   | 10 |
| 2  | Jacques Villeneuve    | 22   |    | 2 | Ferrari  | 25   |    | 2 | Kanada         | 22   |    |
| 3  | Michael Schumacher    | 16   |    | 3 | Benetton | 18   |    | 3 | Francie        | 22   | 10 |
| 4  | Olivier Panis         | 11   | 10 | 4 | McLaren  | 16   | 7  | 4 | Německo        | 19   | 3  |
| 5  | Jean Alesi            | 11   |    | 5 | Ligier   | 11   | 10 | 5 | Finsko         | 11   | 3  |
| 6  | David Coulthard       | 10   | 6  | 6 | Jordan   | 8    | -  | 6 | Rakousko       | 7    |    |
| 7  | Eddie Irvine          | 9    |    | 7 | Sauber   | 7    | 7  | 7 | Brazílie       | 7    |    |
| 8  | Gerhard Berger        | 7    | -  | 8 | Tyrrell  | 5    | 2  | 8 | Nizozemsko     | 1    |    |
| 9  | Rubens Barrichello    | 7    |    | 9 | Footwor  | 1    |    |   |                |      |    |
| 10 | Mika Häkkinen         | 6    | 1  |   |          |      |    |   |                |      |    |
| 11 | Mika Salo             | 5    | 2  |   |          |      |    |   |                |      |    |
| 12 | Johnny Herbert        | 4    | 4  |   |          |      |    |   |                |      |    |
| 13 | Heinz-Harald Frentzen | 3    | 3  |   |          |      |    |   |                |      |    |
| 14 | Martin Brundle        | 1    |    |   |          |      |    |   |                |      |    |
| 15 | Jos Verstappen        | 1    |    |   |          |      |    |   |                |      |    |